# Lokve, Krško
Lokve este o localitate din comuna Krško, Slovenia, cu o populație de 66 de locuitori.